# Route nationale 59C (Roumanie)
La DN59C (en roumain : Drumul Național 59C) est une route nationale roumaine du județ de Timiș, reliant la commune frontalière de Jimbolia à la DN6, en centre-ville de Sânnicolau Mare.